# Ngening
Ngening is een bestuurslaag in het regentschap Pati van de provincie Midden-Java, Indonesië. Ngening telt 2023 inwoners (volkstelling 2010).